# بيتر كوان
بيتر كوان (بالإنجليزية: Peter Cowan)‏ هو كاتب ومؤلف أسترالي، ولد في 4 نوفمبر 1914 في برث في أستراليا، وتوفي في 6 يونيو 2002.